# 142-я танковая бригада
142-я танковая бригада, воинская часть Вооружённых Сил СССР в Великой Отечественной войне.
Сокращённое наименование — 142 тбр

## 1-е формирование
Первый раз 142-я отдельная танковая бригада была сформирована на основании приказа НКО СССР № 0063 от 12 августа 1941 года и директивы заместителя наркома обороны Я. Н. Федоренко № 728057 от 24 августа 1941 года. Формирование бригады проходило с 27 августа по 3 сентября 1941 года в городе Ржев, из остатков частей 110-й танковой дивизии. Формирование бригады проводил майор Григорьев.
На 1 сентября 1941 года в составе бригады имелось: 86 танков, в том числе: 7 КВ, 22 Т-34, 57 Т-26, 119 ЗИС-5, 71 ГАЗ-АА, 12 легковых автомобилей, 1 «Ворошиловец», 6 СТЗ, 8 «Комсомольцев», 12 зенитных пушек, 8 ПТО, 12 миномётов.
Период вхождения в действующую армию: 7 сентября 1941 года — 7 октября 1942 года.
06.09.1941 года сосредоточилась в районе Полтавы, направлена на кременчугский плацдарм и там же приняла первый бой.
Бригаду осмотрел перед отправкой на плацдарм Н. С. Хрущёв. По результатам осмотра С. М. Будённый направил И. В. Сталину телеграмму следующего содержания:
 «Соединение сформировано путём сбора людей различных частей. На танках КВ и Т-34 50 % состава экипажей имеются раньше не водившие эту машину. Ряд командиров назначены буквально в процессе погрузки. 45 % всего состава не бывших в боях. Артиллеристы-зенитчики совершенно не стреляли».[militera.lib.ru/h/isaev_av3/06.html ¹] 
Понесла большие потери и 4 октября 1941 года была выведена в деревню Малиновка для пополнения и получения материальной части, но 10 октября поступило распоряжение о расформировании бригады. 11 октября бригада сдала в 47-ю танковую дивизию зенитный дивизион в полном составе, всё вооружение, транспорт и боеприпасы, а также печати и штампы. Оставшийся личный состав в количестве 1200 человек и 17 автомашин выбыли в город Владимир. В дальнейшем части бригады были направлены на станцию Костерёво Московской области на формирование 143-й танковой бригады.

## 2-е формирование
Бригада была вновь сформирована 6 октября 1941 года, из частей 47-й танковой дивизии. 17 октября с заводов Харькова бригада получила: Т-34 — 22, КВ — 3, БТ-7 и БТ-5 — 15. С 18 октября по 3 ноября бригада совершила марш протяжённостью 540 км, из за плохо проходимых дорог бригада потеряла: КВ — 3, БТ-7 и БТ-5 — 10.
Период вхождения в действующую армию: 7 октября 1941 года — 29 января 1942 года.
В ноябре 1941 года принимала участие в контрнаступлении советских войск по направлению на Таганрог, обеспечивала фланг контрнаступления на Ростов, в результате чего Ростов был освобождён от врага.
29.01.1942 года преобразована в 5-ю отдельную гвардейскую танковую бригаду

## Подчинение
- Юго-Западный фронт, 38-я армия — на 07.09.1941 года. (1-е формирование)
- Юго-Западный фронт, 38-я армия — на 07.10.1941 года (2-е формирование)
- Южный фронт, 37-я армия, Конно-механизированная группа А.Ф. Бычковского — c 23.10.1942 года. (2-е формирование)

## Состав
На момент формирования:
- Управление бригады (штат № 010/75)
- Рота управления (штат № 010/76)
- 142-я разведывательная рота (штат № 010/77)
- 142-й танковый полк (штат № 010/78)
  - 1-й тяжёлый танковый батальон
  - 1-й легкотанковый батальон
  - 2-й легкотанковый батальон
- 142-й моторизованный стрелково-пулемётный батальон (штат № 010/79)
- 142-й зенитный артиллерийский дивизион (штат № 010/80)
- Ремонтно-восстановительная рота (штат № 010/81)
- Автотранспортная рота (штат № 010/82)
- Медико-санитарный взвод (штат № 010/83)

## Командование бригады

### Командиры
- 1-е формирование
  - Есин, Пётр Николаевич (29.08.1941 — 15.09.1941), полковник;
  - Уколов, Николай Андреевич[6] (16.09.1941 — 07.10.1941), полковник (ВРИД);
- 2-е формирование
  - Михайлов, Николай Филиппович (07.10.1941 — 29.01.1942), полковник, c 09.11.1941 года генерал-майор танковых войск[7]